# Katsutoshi Domori
Katsutoshi Domori (jap. 堂森 勝利 Domori Katsutoshi; ur. 29 czerwca 1976) – japoński piłkarz występujący na pozycji pomocnika.

## Kariera klubowa
Od 1995 do 2005 roku występował w klubach Cerezo Osaka, Albirex Niigata, Jatco i Sagawa Express Osaka.